# Самуйлово (усадьба)
Самуйлово — усадьба князей Голицыных.

## Описание
В 1791 году П. Голицын построил здесь церковь Рождества Богородицы. Владение Голицыных, — более 35 тысяч десятин земли, — включало более 20 деревень, в которых насчитывалось свыше 3,5 тысяч душ мужского пола. Усадебный дом в стиле классицизма, был построен по проекту архитектора Тома де Томона. Огромное здание было построено из кирпича и оштукатурено, в деталях ордера широко использовался белый камень. Помещения дворца, имевшие плоские перекрытия, составляли в центральной части первого этажа две парадных анфилады из трёх зал. Более длинная дворовая анфилада продолжалась в комнатах боковых крыльев; короткую парковую анфиладу составляли более крупные помещения, среди них — центральный двухцветный зал, образующих полукруглый выступ. В низком верхнем этаже дворца располагались жилые комнаты. Роскошная внутренняя отделка парадных помещений включала в себя настенные росписи и лепнину.
В 1885 году усадьба была продана и уже в начале XX века пришла в плачевное состояние.
В данный момент сохранились руины дворца Голицыных (дворец и служебный корпус, 1790—1800 гг) в стиле зрелого классицизма. Усадьба включена журналом «Форбс» в список «Шесть достопримечательностей России, которые скоро исчезнут».